# Dumitru Antonescu

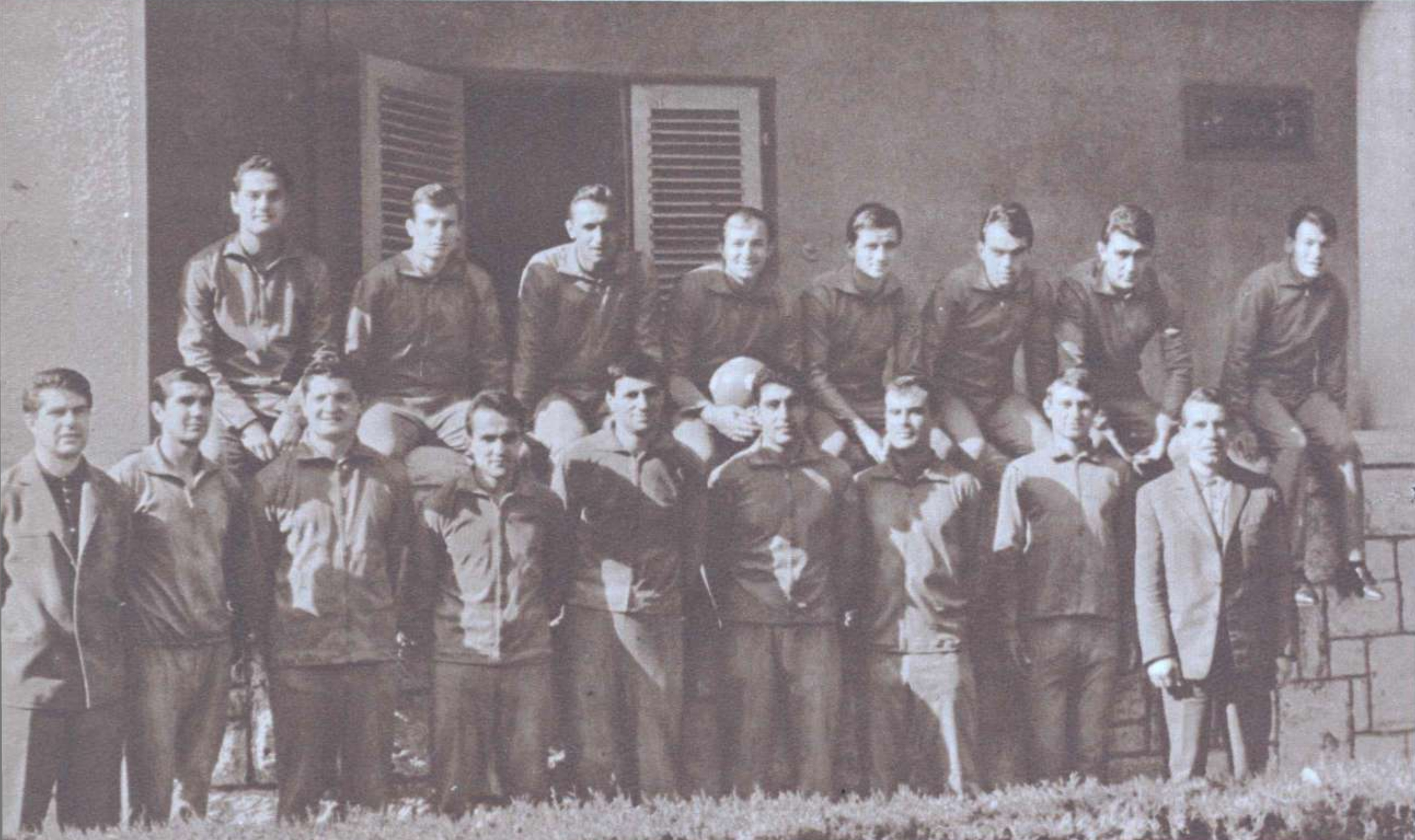
Farul Constanța în sezonul 1967-1968. Dumitru Antonescu în rândul de jos, al doilea din dreapta

Dumitru Antonescu (n. 25 martie 1945, Constanța, România – d. 25 aprilie 2016, Constanța, România) a fost un jucător român de fotbal.
Antonescu a jucat pentru FC Farul Constanța în 390 de jocuri și a marcat de 12 ori în Divizia A. De asemenea, el a jucat în 13 meciuri pentru naționala României, luând parte la cea mai mare victorie a sa, 9-0 cu Finlanda.

## Titluri

### Club
FC Constanța
- Divizia B: 1980-81